# 반차 (영화)
"반차"는 2016년에 제작한 대한민국의 영화이다.

## 캐스팅
- 윤경호
- 이안나
- 홍지인
- 최하영
- 이완세